# Homonoea ornamentalis
Homonoea ornamentalis là một loài bọ cánh cứng trong họ Cerambycidae.